# Saigū no Nyōgo
La principessa Kishi (徽子女王, nota anche con il nome Yoshiko Joō, 承香殿女御 Jokyōden Joō e 斎宮女御 Saigū no Nyōgo; 929 – 985) è stata una poeta giapponese waka del medio periodo Heian.

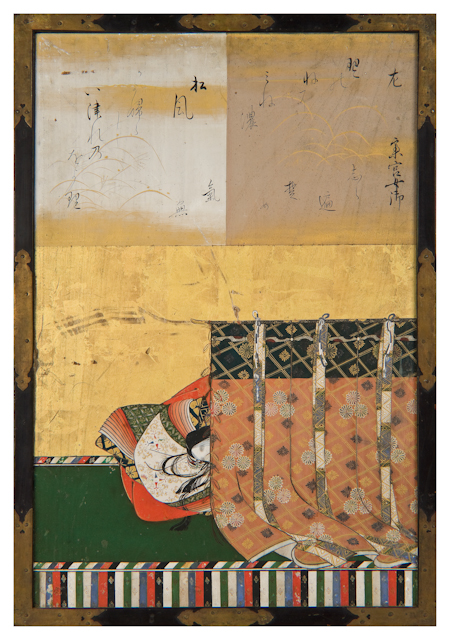
Saigū no Nyōgo di Kanō Naonobu

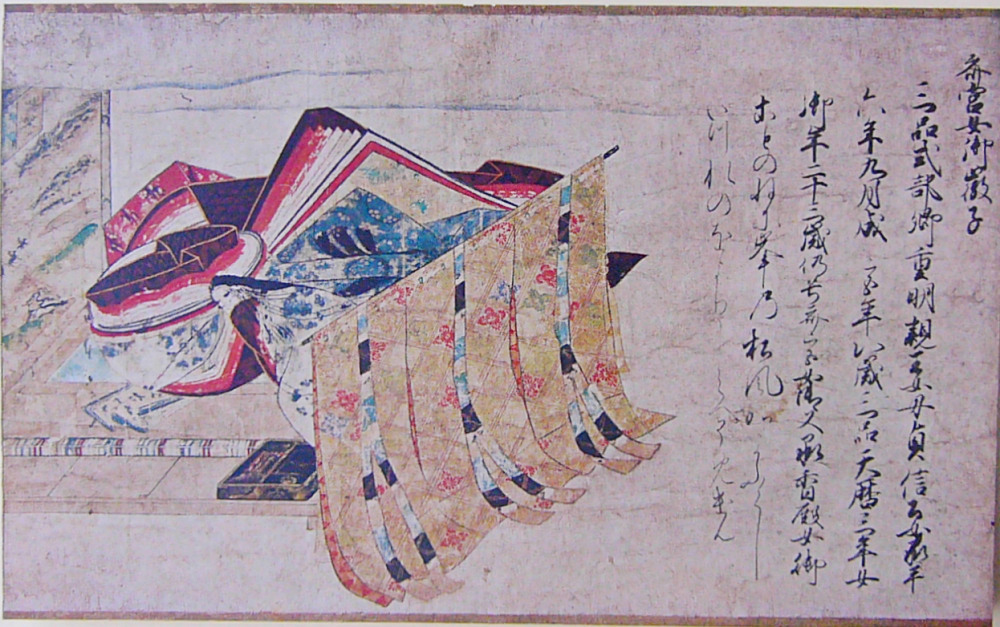
Saigū no Nyōgo, disegno del XIII° secolo.

È una delle sole cinque donne facenti parte dei Trentasei immortali della poesia. Come suggerisce il suo nome, era una principessa della famiglia imperiale del Giappone. Era una delle consorti dell'imperatore Murakami e diede alla luce una figlia, la principessa imperiale Kishi, e un figlio. Era nipote dell'imperatore Daigo dato che suo padre era il principe imperiale Shigeakira. Prima di diventare una consorte ha servito come alta sacerdotessa del Santuario di Ise.
Molte delle sue poesie sono incluse nella terza antologia di poesia imperiale giapponese, Shūi Wakashū, pubblicata nel 1006.

## Biografia
Il 12 settembre 936, dopo la morte improvvisa di Seiko Naishin'nō (figlia dell'imperatore Daigo) a maggio, fu scelta come prossima alta sacerdotessa di Ise, all'età di otto anni. Il 13 luglio 937 entrò nel Gagakuryō (Accademia imperiale giapponese di musica) e il 27 settembre dello stesso anno si trasferì a Nomiya. Il 15 settembre 938, all'età di 10 anni, si recò a Ise. Nel 945, all'età di diciassette anni, si dimise dal suo incarico a causa della morte della madre, e tornò nella capitale.
Nel 948, all'età di vent'anni, entrò a corte su richiesta di suo zio, l'imperatore Murakami , e ricevette la sua nomina ufficiale a dama di corte nel 949. Ebbe due figli, una figlia chiamata principessa imperiale Kishi (la quarta figlia imperiale dell'imperatore Murakami , vissuta dal 949 al 986) e un figlio (morto giovane).
Viveva nel palazzo interno circondata da molte donne belle e talentuose tra cui l'imperatrice Fujiwara no Anshi e Yoshiko Fujiwara, ma i talenti eccezionali della regina Kishi nella poesia waka e nel suonare il koto, che aveva ereditato da suo padre, erano particolarmente famose, ed era conosciuta come esperta del kokin. Ha scritto un gran numero di eccellenti waka come canzoni per il koto, e la sezione 171 dell'Okagami racconta un aneddoto in cui l'imperatore e la regina Kishi suonano il koto insieme. Si dice che le sacerdotesse di Ise e le dame di corte apprezzavano così tanto suonare il koto che riservavano la mano destra solo per quello, e usavano la mano sinistra per le attività della vita quotidiana. Inoltre, l'era dell'imperatore Murakami vantava una generazione eccezionalmente elegante e raffinata, organizzò diverse attività colte, tra cui il Concorso di poesia della regina Kishi , alta sacerdotessa di Ise e dama di corte tenutosi nel 956 e il Concorso di Senzai (giardinaggio) della regina Kishi , alta sacerdotessa di Ise e dama di corte nel 959.
Nel 967, l'imperatore Murakami morì, e da allora in poi visse insieme alla sua unica figlia, la principessa imperiale Kishi, in un palazzo fuori dal recinto imperiale. Nel 975, a 27 anni, la principessa imperiale Kishi era la principessa imperiale scelta per servire come alta sacerdotessa di Ise per l'imperatore Enyu, quindi l'anno successivo, nel 976, la regina Kishi viaggiò con sua figlia per il primo ingresso cerimoniale della nuova alta sacerdotessa; fu nell'inverno di quello stesso anno che la regina Kishi compose la sua famosa poesia Shofu nyu yakin, durante il concorso di poesia tenuto presso il santuario temporaneo di Ise. Nel 977, la regina Kishi si scrollò di dosso i tentativi dell'imperatore Enyu di ostacolarla e si trasferì a Ise insieme a sua figlia; questo era completamente senza precedenti e come tale ha lasciato tutti scioccati.
(Si pensa che questo episodio storico sia servito in seguito come ispirazione per la scena nel "Genji monogatari" in cui Lady Rokujo accompagna sua figlia l'imperatrice Akikonomu a Ise.)
Nel 984, l'imperatore Enyu abdicò al trono, il che spinse la principessa imperiale Kishi a dimettersi dalla sua posizione di alta sacerdotessa di Ise. L'anno successivo madre e figlia tornarono insieme nella capitale, ma la regina Kishi sembrava già soffrire di una malattia e morì un anno dopo. Al momento della sua morte aveva 57 anni.
La maggior parte delle poesie esistenti della regina Kishi sono conosciute oggi perché sono state incluse nella sua antologia waka personale (postuma), il Saigu nyogoshu. Molte sue poesie furono incluse nelle antologie waka imperiali, in particolare la prima apparizione della Shūi Wakashū, facendola spiccare per qualità e quantità dalla folla di poeti anche di generazioni successive.